# Oospila basiplaga
Oospila basiplaga là một loài bướm đêm trong họ Geometridae.